# 鄭夢準
鄭 夢準（チョン・モンジュン、1951年11月15日 - ）は、韓国現代財閥を築いた鄭周永の六男でHD現代重工業の大株主。元ハンナラ党代表（2009年9月 - 2010年6月）、元国会議員、現・大韓サッカー協会名誉会長（2009年1月 - ）、FIFA名誉副会長(2002FIFAワールドカップ.2020ACL)（2011年6月 - ）。ジャーナリスト・辺真一は同世代の親族にあたる。

## 概要
資産は12億ドルで韓国で29番目に資産が多いと2015年にフォーブスが報じた。
FIFA副会長として2002 FIFAワールドカップの韓国での開催を実現することに貢献した。大韓サッカー協会会長（1993年 - 2009年）やFIFA副会長（1994年 - 2011年）を務めた。2002 FIFAワールドカップ大会の招致、大会組織委員会（KOWOC）委員長を務めたが2015年10月、2018年と22年のＷ杯招致活動で規律違反があったとして、6年間の資格停止と10万スイス・フランの罰金処分を受けた。鄭は処分取り消しを求めてスポーツ仲裁裁判所に提訴する考えを示した。
本貫は河東鄭氏。キリスト教徒。

## 略歴
- 1951年 釜山[7]またはソウル特別市生まれ[1]
- 1970年 中央高等学校卒業
- 1975年 ソウル大学校商科大学経済学科卒業
- 1977年 陸軍中尉満期除隊（ROTC）
- 1980年 マサチューセッツ工科大学経営大学院（The Sloan School of Management）修了
- 1982年 現代重工業社長
- 1983年 蔚山大学校理事長、大韓洋弓協会会長/世界洋弓協会運営委員
- 1984年 実業テニス連盟会長
- 1987年 現代重工業会長
- 1987年 東京大学交換教授
- 1988年 第13代総選挙当選（無所属、蔚山市東区選挙区）。国会国防委員会委員、経済科学委員会委員
- 1990年 学校法人現代学校理事長
- 1991年 現代重工業顧問
- 1992年 第14代総選挙当選（統一国民党、蔚山市東区選挙区）。国会国防委員会、文化体育公報委員会、統一外交通商委員会委員
- 1993年
  - 大韓サッカー協会会長
  - ジョンズ・ホプキンス大学国際関係大学院（The School of Advanced International Studies, SAIS）国際政治学博士学位取得
- 1994年 国際サッカー連盟副会長
- 1995年 ジョンズ・ホプキンス大学大学財団理事
- 1996年 第15代総選挙当選（無所属、蔚山市東区選挙区）。国会統一外交通商委員会委員など。峨山財団理事就任
- 1997年
  - 2002 FIFAワールドカップ組織委員会副委員長
  - 韓国外国語大学校国際地域大学院特別招聘教授
- 1999年
  - 慶煕大学校体育科学大学院ビジティング・プロフェッサー
  - 高麗大学校経営学部教授・学校法人高麗中央学校財団理事
- 2000年
  - 21世紀平和財団理事。第16代総選挙当選（蔚山市東区選挙区）。国会統一外交通商委員会委員、国会女性特別委員会委員
  - 2002 FIFAワールドカップ組織委員会委員長
- 2001年 峨山財団理事長、 ASIA SOCIETY財団理事
- 2002年
  - 2002 FIFAワールドカップ主催。国会教育委委員
  - 大統領選挙に出馬を表明したが、盧武鉉との候補者一本化に応じ、投票日の前日に取りやめ
- 2004年 第17代総選挙当選（国民統合21、蔚山市東区選挙区）
- 2007年
  - 12月3日：野党・ハンナラ党の大統領候補である李明博支持を表明。同日、同党に入党[8]
- 2008年
  - 1月29日：ハンナラ党第5回全国委員会で党最高委員に選出される[9]。
  - 3月16日：4月に行なわれる第18代総選挙にソウル特別市銅雀区乙選挙区から出馬することを宣言、統合民主党の鄭東泳との事実上の一騎討ちとなった[10]。
  - 3月18日：7月に行なわれるハンナラ党代表選挙に出馬する意向も示す[11]。選挙の期間中にはMBCのある女記者の頬を撫でたり弄ったりした行動でセクハラスキャンダルに巻き込まれ謝罪の声明まで出す。
  - 4月9日：この日行われた総選挙で、統合民主党の鄭東泳候補を破って当選を果たす[12]。
  - 6月27日：KBS1ラジオのハンナラ党代表選の候補討論会の途中、相手の「市内バスの基本料はいくらか」と言う質問に「70ウォン」と答え世間の非難を引き起こす[13]。
  - 7月3日：この日行われた党大会において、代表最高委員選挙が実施され29.7％の得票を得た朴熺太（パク・ヒテ）が新代表に当選した。次点となった鄭夢準は党最高委員に就任[14]。
- 2009年
  - 9月7日：10月に行われる国会議員再選挙に出馬するため代表の座を退いた朴熺太の後任として、党憲・党規に基づいてハンナラ党の新代表に就任[15]。
- 2010年
  - 6月3日：2日に行われた全国同時地方選挙でハンナラ党が敗北した責任をとって党代表を辞任[16]。
- 2011年
  - 1月6日：アジアサッカー連盟枠のFIFA副会長選挙にて、ヨルダン王族のアリ・フセインに敗れて副会長の座を失った[17]。
- 2012年
  - 4月11日：第19代総選挙当選（ソウル特別市銅雀区乙選挙区）[18]。
  - 4月29日：12月に予定されている韓国大統領選挙への出馬を表明[19]。
  - 7月9日：韓国大統領選不出馬表明[20]。
- 2014年
  - 3月2日：6月に予定されているソウル市長選挙（第6回全国同時地方選挙の一つとして実施）への出馬を表明[21]。
  - 5月12日：セヌリ党のソウル市長候補選出大会で市長候補に選出[22]。
  - 6月4日：ソウル市長選挙、新政治民主連合所属の現職市長・朴元淳に大差で敗北[23]。
- 2015年
  - 10月：国際サッカー連盟より6年間の資格停止と10万スイス・フランの罰金処分を受ける。
- 他にコロンビア大学経営大学院修学、大韓アーチェリー協会初代会長、国際アーチェリー連盟（FITA）執行委員、韓国ユネスコ協会連盟会長を歴任した[6]。

## ワールドカップの招致

### 2002 FIFAワールドカップ
日本よりも5年遅い1994年に招致委員会を立ち上げた韓国は、豊富な資金力を持つ現代財閥の一員である鄭を中心に巻き返しを図った。鄭は同年のFIFA副会長選挙で当選し、特にゼップ・ブラッター（FIFA事務総長、のち会長）ら欧州系のFIFA理事との関係を深め、ブラッターらとよしみを通じていた高橋治之ら「アジア中心戦略」をとる日本の電通（成田豊社長）の支持も取り付けて、2002 FIFAワールドカップを史上初の日韓による「共催」という決定によるW杯の韓国招致成功に大きく貢献した。
その成功による韓国国民の支持を政治的資産として同年12月の大統領選挙に立候補したが、当時の与党系候補の一本化作業の中で自らの支持が盧武鉉に及ばない事を示され、投票日の前日に辞退する事となった。

### 2022 FIFAワールドカップ
2022 FIFAワールドカップの招致活動にも積極的に関わったが、韓国は2回目の投票で落選した。

## FIFA会長選挙

### 資格停止処分前の動向
2015年6月2日、FIFAのゼップ・ブラッター会長が汚職事件の余波を受けて引責辞任を表明したことを受けて、鄭は立候補の検討を表明した。鄭については2002年のワールドカップで審判買収疑惑があったという指摘もある一方で、BBCは立候補者ベストイレブンの1人として鄭を選出した。鄭はブラッターの即時退任を求めており、6月5日にはCNNに出演してブラッター体制を厳しく批判した。6月6日にはUEFAのミシェル・プラティニ会長を含むFIFA関係者10人と会談を設定するなど精力的に動いた。
2015年8月18日、鄭は訪問先のパリで、次期FIFA会長選挙への出馬を宣言した。この翌日の19日、ブルームバーグは、パキスタンに40万ドルを寄付し、同年に大地震が起きたハイチには50万ドルを支援した件について、FIFAが鄭を調査していると報じた。この寄付金が送られた時期は、2011年1月のFIFA副会長選挙の時期と一致している。鄭はこの時の副会長選挙では敗北している。鄭は、この報道に対して「慈善寄付金さえ政治的に利用しようとするFIFAのネジ曲がった反倫理的な態度を非難する」と不快感を表明した。
現代重工業の労働組合は、賃金交渉を有利に進めようとする狙いから、現代重工業の大株主である鄭の落選運動を行うと発表している。国際サッカー連盟の本部があるスイス・チューリッヒに落選運動団を派遣し、デモなどを実施するとしている。

### 資格停止処分後の動向
2015年10月8日、2018年と22年のＷ杯招致活動で倫理規定違反があったとして、6年間の資格停止と10万スイス・フランの罰金処分を受けた。資格停止によりサッカー関係のあらゆる活動が禁じられる。IOCのトーマス・バッハ会長は、FIFAの内実について「もうたくさんだ。会長選には外部から信頼できる人物を迎えるべきだ。」と厳しく批判した。FIFAは緊急理事会の開催によって会長選の延期などを模索し、鄭はスポーツ仲裁裁判所への提訴を検討するなど、騒動は泥沼化した。立候補締め切りは26日であるが、鄭の場合は活動停止期間が6年であるため、立候補は事実上不可能になったとされる。

## 政治家として
- 主に非主流性格が強かった彼の政治人生で最も強烈だったときは、2002年韓国大統領選挙だった。その年韓国がワールドカップ4強の奇跡を成し遂げ、これに寄与した彼の地位も増加し、大統領候補2～3位圏を成し遂げる。そして当時与圏盧武鉉候補と候補単一化に合意、世論調査で盧武鉉候補が勝ち、彼を支持したが次期候補として自分を積極的に支持しない盧武鉉発言など感情問題で選挙前日支持撤回する。だが盧武鉉は当選され、鄭夢準は約束されていた国務総理席を自ら捨てたわけになった。以後盧武鉉の民主党には行けないため保守政党に入党し、しばらく党代表になることもあるが、大統領候補級大物政治家としてもはや浮上することができなかった。[要出典]
- 2010年4月15日、韓国ハンナラ党代表として訪日。日本は韓国と自由貿易協定を結び、農業分野の市場開放と非関税障壁の撤廃をするべきだと述べた。また、竹島問題について、「日本が小学校の教科書に竹島の領有権を主張する内容を盛り込んだことは納得しがたいことだ。過去の歴史的事実を認め、認識をともにすることから過去の清算は始まる」と述べた[39]。
- 2011年8月4日、菅直人内閣総理大臣に対して、「慰安婦問題は人類歴史上最も醜い戦争犯罪で、慰安婦は戦争が終わった後も羞恥心のため、大部分故郷に帰らずに一生隠れて過ごさなければならなかった。20万人と韓国が主張する慰安婦中、234人が勇気を出して自ら慰安婦だったことを明らかにし、真相究明と謝罪を要求した」と日本軍の慰安婦問題解決を促す内容の書簡を伝達した[40]。
- 2014年ソウル市長選挙で敗北した後、事実上政界引退状態であり、2016年12月には仲が良くなかった朴槿恵の弾劾事態の中にこの党にこれ以上未練がないと離党した。[要出典]

## 家族・批判
実業家の鄭周永は父で、鄭夢弼、鄭夢九、鄭夢根、鄭夢禹、鄭夢憲は兄、鄭夢允、鄭夢一は弟である。また、実業家の鄭仁永、鄭順永、鄭世永、鄭相永は叔父である。
元外務部長官の金東祚の娘と結婚しており4人の子を持つ。長男の鄭基宣は実業家。また、二男二女のうちの末男で2ヶ月前に高等学校を卒業した浪人生の19歳のチョン・イェソンが2014年4月21日に朴槿恵大統領がセウォル号沈没事故現場を訪問したことを非難した世論のおきる韓国について「国民が集まって国家になるが、国民が未開だと国家も未開になるのではないか」と主張し炎上した。拡散すると鄭夢準はすぐに「謝罪文」を通じて息子に代わって謝ったのに後に国会で記者会見を行って再度遺憾の意を表わすなど鎮火に出た。当時朴大統領の現場訪問を批判し、鄭烘原国務総理に水の洗礼を浴びせた人の中には今回の事故の失踪者家族と遺族が含まれていた。イェソンはFacebookの投稿を削除したが鄭夢準は記者会見と謝罪文を通じて「遺族と失踪者家族の皆さん、そして国民の皆様に頭を下げて深く謝罪する」として遺憾を表わした。鄭夢準は「私の末の息子に分別がないこと申し訳ない、反省して謹慎させているが、全ては子供をまともに教えることが出来なかった私の責任」と頭を下げ、「心より謝罪する」とした。

## 著書
- 『日本人に伝えたい!―KOREA/JAPAN2002』（日経BP社、ISBN 482224220X、2001年10月1日発行）